# هیسپانیا (انتیوکیا)
هیسپانیا (انگلیسی: Hispania, Antioquia) نام یک منطقه مسکونی در کلمبیا است.